# Alpino (Pavia)
Alpino is een Italiaans historisch merk van hulpmotoren, scooters, motorfietsen en triporteurs.
De bedrijfsnaam was: Motobici s.a.r.l, later Moto Alpino en Stradella (Pavia).
Paolo Trespidi begon al in 1944 met de productie van clip-on motortjes voor fietsen. Natuurlijk kwam de verkoop pas na de Tweede Wereldoorlog goed op gang, maar toen was er ook behoefte aan goedkope vervoermiddelen, waardoor de motortjes gretig aftrek vonden. Ze kregen ook een goede naam en in 1948 was Trespidi's bedrijf Motobici een van de leidende producenten van hulpmotoren en gemotoriseerde fietsen in Italië.
Deze eerste hulpmotor, die hij "Alpino" noemde, had een eencilinder tweetaktmotortje met twee versnellingen dat het achterwiel via een ketting aandreef, maar het kon naar keuze in het frame of naast het achterwiel gemonteerd worden.
Tot 1948 bleef het motortje ongewijzigd, maar toen kwamen er nieuwe modellen: de Alpino S 48 had een 48cc-tweetaktmotor zonder koppeling maar met drie versnellingen die als losse motor of als gemotoriseerde fiets te koop was. Het model Alpino ST 60 had een 60cc-motor en werd gemonteerd in een fietsframe verkocht. Nog in hetzelfde jaar verschenen een rolaandrijvertje, de Alpino R 48, eveneens met de 48cc-motor maar zonder versnellingen, en de Alpino ST 60 met 63cc-motor, drie versnellingen en kettingaandrijving. Er kwam ook een echt motorfietsje, met een 98cc-motor.
In 1951 was het model R 48 nog steeds in productie, het kettingaangedreven model met twee versnellingen heette nu Alpino C 48 en met drie versnellingen F 48. Er werd nu ook een 125cc-motorfiets geproduceerd. Deze had al voetschakeling, maar wel nog een trapeziumvork aan de voorkant. Achter waren twee veer/demperelementen geplaatst.
Nu kwam er ook een scooter, die ook F 48 heette. Dit was een bijzonder model. Hij had een dubbel buisframe dat vanaf het balhoofd naar beneden onder de voetborden doorliep, maar daarna een soort lus maakte, waardoor een kooi ontstond waar de motor in zat. De hele scooter leek daardoor wat op een slak met slakkenhuis. Er zaten ook pedalen op. Bovendien had hij niet de gebruikelijke kleine wielen, maar 14 inch wielen, waardoor het bijna op een motorfiets leek.
In 1952 kwam er een nieuwe 125cc-motorfiets en in 1953 de Alpetta R 48 gemotoriseerde fiets met rolaandrijving en de Alpino Roma met een 49cc-motor, twee versnellingen en handschakeling. Er kwam ook een 75cc-motorfiets. In 1952 werden records gereden met volledige ingepakte Alpino's met een eivormige stroomlijnkuip. Andrea Bottigelli reed een wereldrecord over de vliegende kilometer met een 75cc-motor. Hij haalde meer dan 128 km/u. Nog in hetzelfde jaar werd het record door Alpino over de vliegende kilometer op 129 km/u gebracht en het record over de vliegende mijl op 92,18 km/h. Tamarozzi, Cagnazzi, Pennati en Sozzani reden records met 50cc-motoren, waarbij uiteindelijk een topsnelheid van 82,216 km/u werd bereikt. Tijdens deze recordpogingen werden ook tests met een 75cc-viertaktmotor met bovenliggende nokkenas uitgevoerd.
In de jaren 1954 en 1955 werden toch voornamelijk tweetakten gemaakt, maar er was intussen ook de Alpino 175 4T, een stoterstangen-viertakt met vier versnellingen. Ook kwam er een 75cc DOHC-viertaktracer met vier versnellingen. In 1956 kwam er een nieuwe 75cc-tweetaktscooter en een triporteur in twee uitvoeringen: de 50cc-Alpe en de 175cc-Golia. De 125cc-motorfiets was nu leverbaar met 14- en 19 inch wielen.
Wanneer de productie eindigde is niet met zekerheid bekend, maar waarschijnlijk was dat in 1962.
In België bestond het merk Alpino in Luik. Het gebruikte de Italiaanse Alpino-inbouwmotortjes.